# Selenops brachycephalus
Espèce
Selenops brachycephalus est une espèce d'araignées aranéomorphes de la famille des Selenopidae.

## Distribution
Cette espèce se rencontre au Zimbabwe et en Afrique du Sud au Limpopo,.

## Description
La carapace de la femelle holotype mesure 5,7 mm de long sur 6,7 mm et l'abdomen 6 mm de long.

## Publication originale
- Lawrence, 1940 :  The genus Selenops (Araneae) in South Africa. Annals of the South African Museum, vol. 32, p. 555-608 (texte intégral).